# Juraj Augustin
Juraj Augustin (Zagreb, 14. rujna 1833. – Zagreb, 4. siječnja 1917.), hrvatski arhitekt.
Juraj pl. Augustin rodio se 1833. godine u Zagrebu. Školovao se na Tehničkoj školi u Beču.  Istakao se u javnoj tehničkoj službi u Hrvatskoj i Slavoniji. Od 1854. – 1857. djeluje u Zemaljskom građevnom ravnateljstvu u Zagrebu; od 1857. – 1865. kod gradnje austrijskih i istočne željeznice; 1865. – 1867. županijski je inženjer u Križevcima; 1867. – 1876. građevni je savjetnik kod ugarskog ministarstva za komunikacije, gdje je vodio vrhovni nadzor nad gradnjom željezničke pruge od Karlovca do Rijeke. Od 1876. do smrti predstojnik je Građevnog ureda Hrvatsko slavonske dalmatinske zemaljske vlade u Zagrebu. 
Godine 1877. pristupio je prvoj reformi javne tehničke službe u Hrvatskoj, kojoj je osigurao ravnopravni položaj u zemaljskoj upravi. Godine 1894. provodi reformu tehničkih službi, digavši ugled inženjera uvođenjem službenog naslova „ovlaštenog civilnog inžinira“. Pod njegovom upravom izvedene su u Hrvatskoj brojne: ceste, mostovi, regulacije rijeka, uređenja obala i vodovodi. U Zagrebu, izrađena je prva regulatorna osnova za grad Zagreb, i čitav niz javnih građevina. 
Na poziv vlade kraljevine Srbije izradio je 1879. generalni projekt za izgradnju željezničke mreže u Srbiji. Bio je prvi predsjednik Hrvatskog društva inžinjira i arhitekta. Umirovljen je 1909. kao dvorski savjetnik. 

## Vanjske poveznice
- Augustin, Juraj Hrvatska tehnička enciklopedija, portal hrvatske tehničke baštine. LZMK